# Dix-huitième circonscription de Paris de 1958 à 1986
Pour les articles homonymes, voir Dix-huitième circonscription de Paris de 1988 à 2012 et Dix-huitième circonscription de Paris depuis 2012.
De 1958 à 1986, la dix-huitième circonscription législative de Paris recouvrait deux quartiers du 15e arrondissement de la capitale : Necker dans sa totalité et une partie de Grenelle (au nord du boulevard de Grenelle). Cette délimitation s'est appliquée aux sept premières législatures de la Cinquième République française. De 1958 à 1967, elle se confond avec la 18e circonscription de la Seine.

## Députés élus
| Législature | Début de mandat | Fin de mandat  | Député élu            |  | Parti politique | Observations                                                       |
| ----------- | --------------- | -------------- | --------------------- |  | --------------- | ------------------------------------------------------------------ |
| Ire         | 9 décembre 1958 | 9 octobre 1962 | Jean-Robert Debray    |  | CNIP            | mandat écourté à la suite d'une dissolution du général de Gaulle   |
| IIe         | 6 décembre 1962 | 2 avril 1967   | Nicole de Hautecloque |  | UNR             |                                                                    |
| IIIe        | 3 avril 1967    | 30 mai 1968    | Nicole de Hautecloque |  | UDR             | mandat écourté à la suite d'une dissolution du général de Gaulle   |
| IVe         | 11 juillet 1968 | 1er avril 1973 | Nicole de Hautecloque |  | UDR             |                                                                    |
| Ve          | 2 avril 1973    | 2 avril 1978   | Nicole de Hautecloque |  | UDR             |                                                                    |
| VIe         | 3 avril 1978    | 22 mai 1981    | Nicole de Hautecloque |  | RPR             | mandat écourté à la suite d'une dissolution de François Mitterrand |
| VIIe        | 2 juillet 1981  | 1er avril 1986 | Nicole de Hautecloque |  | RPR             |                                                                    |

En 1985, le président de la République François Mitterrand changea le mode de scrutin des députés en établissant le scrutin proportionnel par département. Le nombre de députés du département de Paris fut ramené de 31 à 21 et les circonscriptions furent supprimées au profit du département.

## Évolution de la circonscription
En 1986, cette circonscription a été intégrée, avec une partie de la dix-neuvième, dans la nouvelle « douzième circonscription ».

## Résultats électoraux

### Élections législatives de 1958
| Candidat              | Candidat               | Parti          | Premier tour | Premier tour | Second tour | Second tour |  |
| Candidat              | Candidat               | Parti          | Voix         | %            | Voix        | %           |  |
| --------------------- | ---------------------- | -------------- | ------------ | ------------ | ----------- | ----------- |  |
|                       | Nicole de Hauteclocque | UNR            | 8 014        | 21,95        | 13 981      | 39,44       |  |
|                       | Jean-Robert Debray élu | CNIP           | 7 925        | 21,71        | 14 664      | 41,37       |  |
|                       | Jean Roger             | PCF            | 5 852        | 16,03        | 6 803       | 19,19       |  |
|                       | Jean Cayeux            | MRP            | 4 782        | 13,10        | Retrait     | Retrait     |  |
|                       | Amédée Rigaud          | CNIP           | 4 265        | 11,68        | Retrait     | Retrait     |  |
|                       | Émile Tissier          | SFIO           | 3 203        | 8,77         | Retrait     | Retrait     |  |
|                       | Paul Travert           | Radsoc         | 1 708        | 4,68         |             |             |  |
|                       | Albert Tournié         | Divers         | 619          | 1,70         |             |             |  |
|                       | Amparo Thomasa         | Divers         | 140          | 0,38         |             |             |  |
|                       |                        |                |              |              |             |             |  |
| Inscrits              | Inscrits               | Inscrits       | 48 383       | 100,00       | 48 069      | 100,00      |  |
| Abstentions           | Abstentions            | Abstentions    | 11 144       | 23,03        | 11 743      | 24,43       |  |
| Votants               | Votants                | Votants        | 37 239       | 76,97        | 36 326      | 75,57       |  |
| Blancs et nuls        | Blancs et nuls         | Blancs et nuls | 731          | 1,96         | 878         | 2,42        |  |
| Exprimés              | Exprimés               | Exprimés       | 36 508       | 98,04        | 35 448      | 97,58       |  |
| Source : Data.gouv.fr |                        |                |              |              |             |             |  |

Le suppléant de Jean-Robert Debray était Jacques Roullet.

### Élections de 1962
| Candidat       | Candidat                    | Parti          | Premier tour | Premier tour | Second tour | Second tour |  |
| Candidat       | Candidat                    | Parti          | Voix         | %            | Voix        | %           |  |
| -------------- | --------------------------- | -------------- | ------------ | ------------ | ----------- | ----------- |  |
|                | Nicole de Hauteclocque élue | UNR-UDT        | 14 501       | 49,2         | 16 180      | 53,24       |  |
|                | Jean-Robert Debray sortant  | CNIP           | 8 334        | 28,28        | 7 400       | 24,35       |  |
|                | Jean Roger                  | PCF            | 6 639        | 22,52        | 6 811       | 22,41       |  |
|                |                             |                |              |              |             |             |  |
| Inscrits       | Inscrits                    | Inscrits       | 46 167       | 100,00       | 45 894      | 100,00      |  |
| Abstentions    | Abstentions                 | Abstentions    | 15 766       | 34,15        | 14 919      | 32,51       |  |
| Votants        | Votants                     | Votants        | 30 401       | 65,85        | 30 975      | 67,49       |  |
| Blancs et nuls | Blancs et nuls              | Blancs et nuls | 927          | 3,05         | 584         | 1,89        |  |
| Exprimés       | Exprimés                    | Exprimés       | 29 474       | 96,95        | 30 391      | 98,11       |  |

Le suppléant de Nicole de Hauteclocque était Noël Le Guillou.

### Élections de 1967
| Candidat                         | Candidat                               | Parti          | Premier tour | Premier tour | Second tour | Second tour |  |
| Candidat                         | Candidat                               | Parti          | Voix         | %            | Voix        | %           |  |
| -------------------------------- | -------------------------------------- | -------------- | ------------ | ------------ | ----------- | ----------- |  |
|                                  | Nicole de Hauteclocque sortante réélue | UD-Ve          | 14 892       | 46,61        | 16 455      | 54,17       |  |
|                                  | Alain Savary                           | FGDS (CIR)     | 6 674        | 20,89        | 13 924      | 45,83       |  |
|                                  | Guy Fulero                             | PCF            | 5 213        | 16,32        | Retrait     | Retrait     |  |
|                                  | Robert Tardif                          | Modérés        | 5 172        | 16,19        | Retrait     | Retrait     |  |
|                                  |                                        |                |              |              |             |             |  |
| Inscrits                         | Inscrits                               | Inscrits       | 40 510       | 100,00       | 40 504      | 100,00      |  |
| Abstentions                      | Abstentions                            | Abstentions    | 8 027        | 19,81        | 9 118       | 22,51       |  |
| Votants                          | Votants                                | Votants        | 32 483       | 80,19        | 31 386      | 77,49       |  |
| Blancs et nuls                   | Blancs et nuls                         | Blancs et nuls | 532          | 1,64         | 1 007       | 3,21        |  |
| Exprimés                         | Exprimés                               | Exprimés       | 31 951       | 98,36        | 30 379      | 96,79       |  |
| Source : Data.gouv.fr et CEVIPOF |                                        |                |              |              |             |             |  |

Le suppléant de Nicole de Hauteclocque était Michel Missoffe, ingénieur de l'Institut technique de pratique agricole, cadre.

### Élections de 1968
| Candidat                         | Candidat                               | Parti          | Premier tour | Premier tour | Second tour | Second tour |  |
| Candidat                         | Candidat                               | Parti          | Voix         | %            | Voix        | %           |  |
| -------------------------------- | -------------------------------------- | -------------- | ------------ | ------------ | ----------- | ----------- |  |
|                                  | Nicole de Hauteclocque sortante réélue | UDR (URP)      | 14 191       | 47,11        | 14 854      | 57,07       |  |
|                                  | Jacques Foulquier                      | CD (PDM)       | 4 521        | 15,01        | 11 175      | 42,93       |  |
|                                  | Alain Savary                           | FGDS (CIR)     | 3 901        | 12,95        |             |             |  |
|                                  | Guy Fulero                             | PCF            | 3 509        | 11,65        |             |             |  |
|                                  | Paul-Louis Augias                      | PSU            | 1 801        | 5,98         |             |             |  |
|                                  | Robert Tardif                          | Modérés        | 1 695        | 5,63         |             |             |  |
|                                  | Louis Quesnel                          | TD             | 502          | 1,67         |             |             |  |
|                                  |                                        |                |              |              |             |             |  |
| Inscrits                         | Inscrits                               | Inscrits       | 39 238       | 100,00       | 39 305      | 100,00      |  |
| Abstentions                      | Abstentions                            | Abstentions    | 8 942        | 22,79        | 11 811      | 30,05       |  |
| Votants                          | Votants                                | Votants        | 30 296       | 77,21        | 27 494      | 69,95       |  |
| Blancs et nuls                   | Blancs et nuls                         | Blancs et nuls | 176          | 0,58         | 1 465       | 5,33        |  |
| Exprimés                         | Exprimés                               | Exprimés       | 30 120       | 99,42        | 26 029      | 94,67       |  |
| Source : Data.gouv.fr et CEVIPOF |                                        |                |              |              |             |             |  |

Le suppléant de Nicole de Hauteclocque était Jean Chérioux, Conseiller de Paris.

### Élections de 1973
| Candidat                         | Candidat                               | Parti          | Premier tour | Premier tour | Second tour | Second tour |  |
| Candidat                         | Candidat                               | Parti          | Voix         | %            | Voix        | %           |  |
| -------------------------------- | -------------------------------------- | -------------- | ------------ | ------------ | ----------- | ----------- |  |
|                                  | Nicole de Hauteclocque sortante réélue | UDR (URP)      | 11 979       | 42,31        | 14 169      | 50,28       |  |
|                                  | Francis Raffenel                       | CR (MR)        | 5 734        | 20,25        | 4 713       | 16,73       |  |
|                                  | Jacques Peskine                        | PS (UGSD)      | 4 360        | 15,40        | 9 296       | 32,99       |  |
|                                  | Guy Fulero                             | PCF            | 3 375        | 11,92        |             |             |  |
|                                  | Gilberte Marqueste                     | PSU            | 1 483        | 5,24         |             |             |  |
|                                  | Bernard Zeller                         | FN             | 956          | 3,38         |             |             |  |
|                                  | François Bovet                         | LC             | 425          | 1,50         |             |             |  |
|                                  | Mme Moll                               | FP             | 2            | 0,01         |             |             |  |
|                                  |                                        |                |              |              |             |             |  |
| Inscrits                         | Inscrits                               | Inscrits       | 35 943       | 100,00       | 35 932      | 100,00      |  |
| Abstentions                      | Abstentions                            | Abstentions    | 7 295        | 20,3         | 7 431       | 20,68       |  |
| Votants                          | Votants                                | Votants        | 28 648       | 79,7         | 28 501      | 79,32       |  |
| Blancs et nuls                   | Blancs et nuls                         | Blancs et nuls | 334          | 1,17         | 323         | 1,13        |  |
| Exprimés                         | Exprimés                               | Exprimés       | 28 314       | 98,83        | 28 178      | 98,87       |  |
| Source : Data.gouv.fr et CEVIPOF |                                        |                |              |              |             |             |  |

Le suppléant de Nicole de Hauteclocque était Jean Chérioux, Conseiller de Paris.

### Élections de 1978
| Candidat                         | Candidat                               | Parti                    | Premier tour | Premier tour | Second tour | Second tour |  |
| Candidat                         | Candidat                               | Parti                    | Voix         | %            | Voix        | %           |  |
| -------------------------------- | -------------------------------------- | ------------------------ | ------------ | ------------ | ----------- | ----------- |  |
|                                  | Nicole de Hauteclocque sortante réélue | RPR                      | 12 259       | 40,8         | 19 445      | 65,73       |  |
|                                  | Alain Sausse                           | PS                       | 5 432        | 18,08        | 10 136      | 34,27       |  |
|                                  | Francis Raffenel                       | UDF (CDS)                | 5 287        | 17,6         | Retrait     | Retrait     |  |
|                                  | Nicole Borvo                           | PCF                      | 2 846        | 9,47         |             |             |  |
|                                  | Laure Schneiter                        | Écologie 78              | 1 861        | 6,19         |             |             |  |
|                                  | Jean-Claude Jacquard                   | PFN                      | 640          | 2,13         |             |             |  |
|                                  | Madeleine Echter                       | Divers gauche (Choisir)  | 531          | 1,77         |             |             |  |
|                                  | Bernard Mollet                         | Divers écologiste (PÉ78) | 430          | 1,43         |             |             |  |
|                                  | Catherine Bloch-Michel                 | LCR (PSPT)               | 250          | 0,83         |             |             |  |
|                                  | Claude Fenu                            | LO                       | 197          | 0,66         |             |             |  |
|                                  | Jacques Bordier                        | Divers droite (RUC)      | 168          | 0,56         |             |             |  |
|                                  | Georges Lesimon                        | Divers droite (UNMP)     | 146          | 0,49         |             |             |  |
|                                  |                                        |                          |              |              |             |             |  |
| Inscrits                         | Inscrits                               | Inscrits                 | 38 676       | 100,00       | 38 617      | 100,00      |  |
| Abstentions                      | Abstentions                            | Abstentions              | 8 368        | 21,64        | 8 283       | 21,45       |  |
| Votants                          | Votants                                | Votants                  | 30 308       | 78,36        | 30 334      | 78,55       |  |
| Blancs et nuls                   | Blancs et nuls                         | Blancs et nuls           | 261          | 0,86         | 753         | 2,48        |  |
| Exprimés                         | Exprimés                               | Exprimés                 | 30 047       | 99,14        | 29 581      | 97,52       |  |
| Source : Data.gouv.fr et CEVIPOF |                                        |                          |              |              |             |             |  |

Le suppléant de Nicole de Hauteclocque était Jacques Toubon

### Élections législatives de 1981
|                  | Nicole de Hauteclocque sortante réélue | RPR (UNM)         | 14 679 | 58,57  |  |  |  |
|                  | Carmen Carmona                         | PS                | 7 301  | 29,13  |  |  |  |
|                  | Nicole Borvo                           | PCF               | 1 227  | 4,89   |  |  |  |
|                  | Bernard Mollet                         | Divers écologiste | 563    | 2,24   |  |  |  |
|                  | Rémi Laussac                           | FN                | 499    | 1,99   |  |  |  |
|                  | Martine Petit                          | PSU               | 428    | 1,71   |  |  |  |
|                  | Hervé Le Nestour                       | MÉP               | 364    | 1,45   |  |  |  |
|                  |                                        |                   |        |        |  |  |  |
| Inscrits         | Inscrits                               | Inscrits          | 37 490 | 100,00 |  |  |  |
| Abstentions      | Abstentions                            | Abstentions       | 12 204 | 32,55  |  |  |  |
| Votants          | Votants                                | Votants           | 25 286 | 67,45  |  |  |  |
| Blancs et nuls   | Blancs et nuls                         | Blancs et nuls    | 225    | 0,89   |  |  |  |
| Exprimés         | Exprimés                               | Exprimés          | 25 061 | 99,11  |  |  |  |
| Source : CEVIPOF |                                        |                   |        |        |  |  |  |

Jacques Game était le suppléant de Nicole de Hauteclocque.